# Spolas molokaiensis
Spolas molokaiensis är en stekelart som först beskrevs av William Harris Ashmead 1901.  Spolas molokaiensis ingår i släktet Spolas och familjen brokparasitsteklar. Inga underarter finns listade i Catalogue of Life.